# Beauregard (Missisipi)
Beauregard – wieś w Stanach Zjednoczonych, w stanie Missisipi, w hrabstwie Copiah.